# Hội Nghệ sĩ Ba Lan "Sztuka"
Hội Nghệ sĩ Ba Lan "Sztuka" (tiếng Ba Lan: Towarzystwo Artystów Polskich "Sztuka"; Sztuka nghĩa là Nghệ thuật trong tiếng Ba Lan, artyzm nghĩa là khả năng nghệ thuật) được thành lập năm 1897 tại Kraków, tập hợp các nghệ sĩ thị giác nổi tiếng của Ba Lan trong thời gian chuyển giao thế kỷ (hay thời kỳ Fin de siècle (cuối thế kỷ)) sống dưới chế độ nước ngoài của vùng Phân chia Ba Lan. Mục tiêu chính của hội là để khẳng định lại tầm quan trọng và đặc điểm độc đáo của nghệ thuật đương đại Ba Lan tại thời điểm Ba Lan không còn tồn tại như một dân tộc có chủ quyền.
Nguồn cảm hứng tức thời của việc thành lập hội mới đến từ lễ khánh thành triển lãm nghệ thuật mang tính đột phá ngày 27 tháng 5 năm 1897 tại Sukiennice ở Quảng trường chính Kraków. Được các họa sĩ đương đại Ba Lan tổ chức, và có tên gọiTriển lãm riêng biệt về Hội họa và Điêu khắc (Wystawa osobna obrazów i rzeźb). Triển lãm thu hút khoảng 6,000 khách, và được công bố là một triển lãm thành công. Buổi họp mặt đầu tiên của Hội Sztuka diễn ra vào ngày 27 tháng 10 năm 1897. Trong số các thành viên sáng lập, có một thế hệ các sinh viên của Trường Mỹ thuật, những người cũng có tham gia triển lãm, bao gồm các Hiệu trưởng Học viện trong tương lai, như: Leon Wyczółkowski, Teodor Axentowicz, Jacek Malczewski, Józef Mehoffer; as well as artists Józef Chełmoński, Julian Fałat, Antoni Piotrowski, Jan Stanisławski, Włodzimierz Tetmajer và Stanisław Wyspiański.

## Chủ trương
Triết lý nghệ thuật của Sztuka không đồng nhất - bao gồm toàn bộ các mặt của phong trào Ba Lan trẻ, trong đó có chủ nghĩa tân lãng mạn, thơ tượng trưng, Trường phái ấn tượng và Tân nghệ thuật. Điêu khắc trong Sztuka được đại diện bởi Xawery Dunikowski, Bolesław Biegas, Konstanty Laszczka và Wacław Szymanowski. Đó là khoảng thời gian của "giờ hạnh phúc" đối với những người theo chủ nghĩa hiện đại ở Ba Lan, như lời nhà sử học Maria Poprzecka đã viết, vì các xu hướng nghệ thuật thịnh hành ở Châu Âu thời đó (Edvard Munch, August Strindberg) hoàn toàn phù hợp với chủ nghĩa bi quan cực đoan của người Ba Lan dưới sự cai trị của ngoại bang.
Thành viên của hội được kiểm soát chặt chẽ để bảo vệ danh tính của hội. Điều đặc biệt quan trọng là các nghệ sĩ Ba Lan buộc phải thực hiện triển lãm ở nước ngoài dưới danh nghĩa của quốc gia đang chiếm đóng Ba Lan. Chẳng hạn như tại Triển lãm Mỹ thuật Quốc tế Munich năm 1892 đã chọn thành lập một văn phòng Ba Lan, quan chức của Nga hoàng ở Warsawa do Nga kiểm soát gọi đây là một hành động khiêu khích chính trị trong các phản kháng chính thức chống lại mình. Kết quả là tại Triển lãm Thế giới 1900, những người Ba Lan từ khu vực Nga chiếm đóng chỉ được phép triển lãm cùng với những người Nga đến từ Nga.
Hội Sztuka tồn tại qua hai thế chiến. Theo thời gian, nhiều nghệ sĩ nổi tiếng khác cũng đã tham gia hội như Olga Boznańska và Józef Pankiewicz. Vai trò của hội bắt đầu giảm dần trong thời kỳ giữa hai cuộc chiến. Hội cũng bị chỉ trích vì quá độc quyền và bị cáo buộc có các lý tưởng dân tộc. Tuy nhiên, hội chỉ ngừng hoạt động dưới thời Hệ thống quản lý của Stalin, năm 1950.
Các bức chân dung được lựa chọn của những thành viên sáng lập Sztuka
- Wyczółkowski
- Axentowicz
- Malczewski
- Fałat
- Wyspiański